# Botanički vrt u Zagrebu
Botanički vrt je u vrijeme osnutka 1889. godine zajedno s Botaničko-fiziološkim zavodom pripadao Matematičko-prirodoslovnom odjelu Mudroslovnog (Filozofskog) fakulteta, a od 1946., zajedno s Botaničkim zavodom u sklopu Biološkog odjela, postaje dio Prirodoslovno-matematičkog fakulteta, koji je osnovan te godine. Od 2013. djeluje kao samostalna sastavnica Biološkog odsjeka PMF-a.
Zbog svoje velike obrazovne, kulturno-povijesne i turističke vrijednosti, te sveukupnog značenja za grad Zagreb i Republiku Hrvatsku, Botanički vrt PMF-a je od 1971. godine zakonom zaštićen kao spomenik prirode i kulture (spomenik vrtne arhitekture) te kulturno dobro Grada Zagreba (u sklopu Zelene potkove).
Vrtne zbirke biljaka vode tri stručna savjetnika u sustavu znanosti i visokog obrazovanja, stručni suradnik i nadvrtlar, a uređuje i održava sedam vrtlara i drugo osoblje (pomoćni vrtlari, čuvari, stolar i bravar, sezonski radnici).  
Botanički vrt, zajedno s drugim stručnim i znanstvenim institucijama, posvećuje se istraživanju, uzgoju i zaštiti hrvatskih autohtonih biljaka, te educiranju, informiranju i ekološkom obrazovanju, kako studenata i učenika, tako i svih ostalih posjetitelja Vrta. Botanički vrt PMF-a godišnje obiđe oko 130 000 posjetitelja.
Zadaće vrta i njegovih botaničara:
- istražuju biljne vrste na prirodnim staništima i skupljaju sjemenke za potrebe uzgoja biljaka u Vrtu
- uzgajaju pokusne biljke potrebne za istraživanja (fiziologija biljaka, sistematika, morfologija, biljna virologija itd.) i sveučilišnu nastavu
- vode vrtni laboratorij za isklijavanje sjemenki te sjemenarnu
- obnavljaju i dopunjuju zbirke biljaka razmjenom sjemenki s više od 300 botaničkih vrtova u svijetu
- surađuju s nacionalnim parkovima i parkovima prirode, uspostavljaju se kontakte i surađujemu s kolegama iz botaničkih vrtova susjednih država
- godišnje objavljuju Index (Delectus) seminum, katalog sjemenki koje Vrt nudi za razmjenu drugim botaničkim vrtovima u svijetu još od 1936. godine
- nabavljaju potrebnu stručnu literaturu te vode vrtnu bazu podataka u digitalnom obliku (VRBA)
- izdaju suvenire, tiskaju prospekte Vrta
- organiziraju izložbe, radionice, koncerte, predstavljanja knjiga i popularna predavanja u izložbenom paviljonu

## Povijest
Potrebu osnivanja botaničkog vrta u Zagrebu izrekao je 1876. tadašnji rektor Sveučilišta, prof. Stjepan Spevec, dajući veliku podršku prof. Bohuslavu Jirušu koji je nastojao da se ta zamisao provede u djelo. Profesor Jiruš je obavio mnoge predradnje za osnutak Vrta, no 1886. vratio se u Prag. Na katedri za botaniku naslijedio ga je prof. Antun Heinz, koji je 1889. od Kraljevske zemaljske vlade dobio zadatak izraditi nacrt i urediti botanički vrt. Nacrt je izradio zajedno s nadvrtlarom Viteslavom Durchanekom. Godina 1889., kada je izrađen nacrt, smatra se godinom utemeljenja Botaničkog vrta, a prof. Heinz njegovim osnivačem.
Radovi na uređenju počeli su 1890. Tada je izgrađena vrtlarska kuća (danas Uprava vrta), a Vrt opasan drvenom ogradom koja je poslije zamijenjena uresnom željeznom ogradom. Prvi zemljani radovi započeli su 1891., a prva sadnja 1892.
Vrt je izgrađen u tzv. engleskom pejzažnom stilu, sa slobodnim skupinama drveća među krivudavim stazama, dok je cvjetni parter strogo simetričnih linija osmišljen u francuskom stilu.
Godine 1911. u Botaničkom je vrtu izgrađen i morski akvarij (ne postoji od Prvog svjetskog rata).
Od objekata u Vrtu, osim staklenika, postoji još i upravna kuća u secesijskom stilu (nekadašnja vrtlarska kuća), zgrada Botaničkog zavoda (nekadašnji Fiziološki laboratorij), obnovljeni izložbeni paviljon (autentični objekt paviljonske arhitekture iz 1891.), javni zahod (primjer malog komunalnog objekta s kraja 19. stoljeća), započeta i nikad dovršena zgrada Botaničkog zavoda, zgrada strojarnice Gradskog vodovoda (izgrađena tridesetih godina), fontana s pitkom vodom, vrtna sjenica (dobivena na dar za 100. obljetnicu osnutka Vrta) i drugi manji objekti.
Godine 1927. podignuta je hrvatska (kasnije nazvana krškom) biljnogeografska skupina. Osnovu je izradio poznati botaničar prof. Ivo Horvat. Na njoj su sađene autohtone vrste iz raznih krajeva Hrvatske. Do 1985. izgrađene su još i submediteranska, sredozemna, alpska (danas erikarij) i zapadnoeuropska (danas rosarij) te 2008. eumediteranska kamenjara.
U vrijeme osnutka Botanički vrt je zajedno s Botaničko-fiziološkim zavodom pripadao Matematičko-prirodoslovnom odjelu Mudroslovnog (Filozofskog) fakulteta, a od 1946., zajedno s Botaničkim zavodom u sklopu Biološkog odjela, postaje dio Prirodoslovno-matematičkog fakulteta, koji je osnovan te godine.
Samo nekoliko godina nakon osnutka, Botanički je vrt imao vrlo bogatu zbirku biljaka, koja je tijekom vremena zbog mnogih okolnosti znatno smanjena. Najsiromašnija je bila nakon Drugoga svjetskog rata, ali dolaskom stručne upraviteljice dr. Sale Ungar 1948., u roku od nekoliko godina ponovno je obogaćena.
Zbirke danas broje oko 7000 vrsta. 
Od značajnijih projekata u drugoj polovici prošlog stoljeća treba spomenuti izgradnju novog staklenika 1985., obnovu željezne ograde i javnog zahoda (1986.), izgradnju nove kotlovnice za grijanje staklenika (1989.), izgradnju kupolastog staklenika zapadno od partera (1995.) te novog staklenika za prezimljavanje bilja (1996.). Posljednjih godina, zahvaljujući godišnjim potporama Grada Zagreba, Vrt se i dalje obnavlja i uređuje. Od velike su važnosti projekti obnove staklenika, fontane s bazenima, izgradnje ograde od kovanog željeza na istočnom rubu Vrta, a posebice potpuna obnova izložbenog paviljona, radovi dovršeni 2007.

## Vanjske poveznice

### Ostali projekti
|  | Zajednički poslužitelj ima još gradiva o temi Botanički vrt PMF-a u Zagrebu |

### Službene stranice
Službene stranice Botaničkog vrta PMF-a u Zagrebu